# Альтентрептов
Альтентрептов (нем. Altentreptow) — город в Германии, в земле Мекленбург-Передняя Померания.
Входит в состав района Деммин. Подчиняется управлению Трептовер Толлензевинкель. Население составляет 5771 человек (на 31 декабря 2010 года). Занимает площадь 52,83 км². Официальный код — 13 0 52 003.
Город подразделяется на 8 городских районов.